# Audi Q8 e-tron
El Audi Q8 e-tron (anteriormente Audi e-tron) es un crossover mediano tipo SUV eléctrico de batería del segmento E, producido por el fabricante alemán Audi desde septiembre de 2018. Es de cinco plazas con carrocería de cinco puertas y tracción en las cuatro ruedas.

## Especificaciones

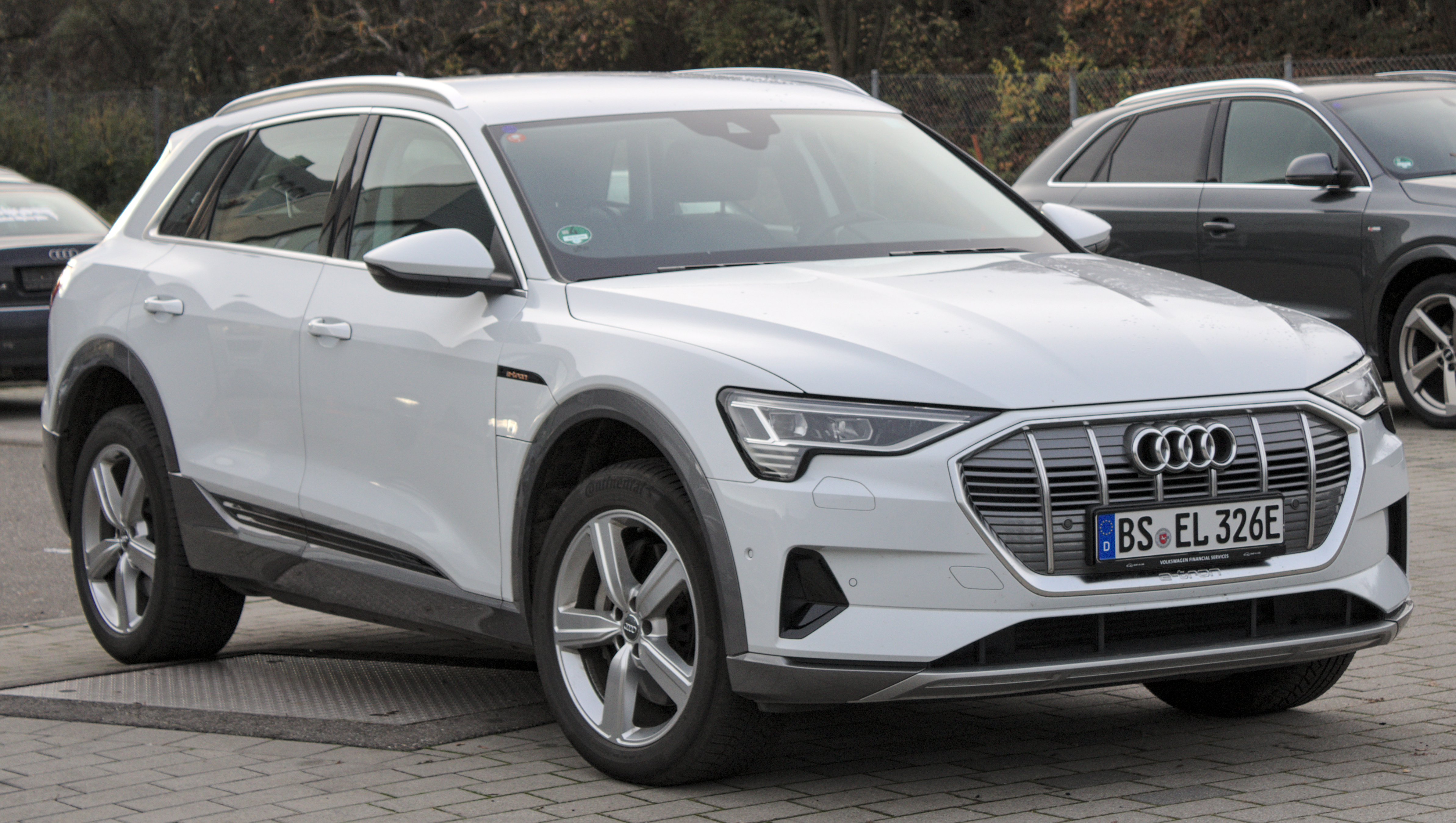
En Stuttgart-Vaihingen an der Enz en noviembre de 2020

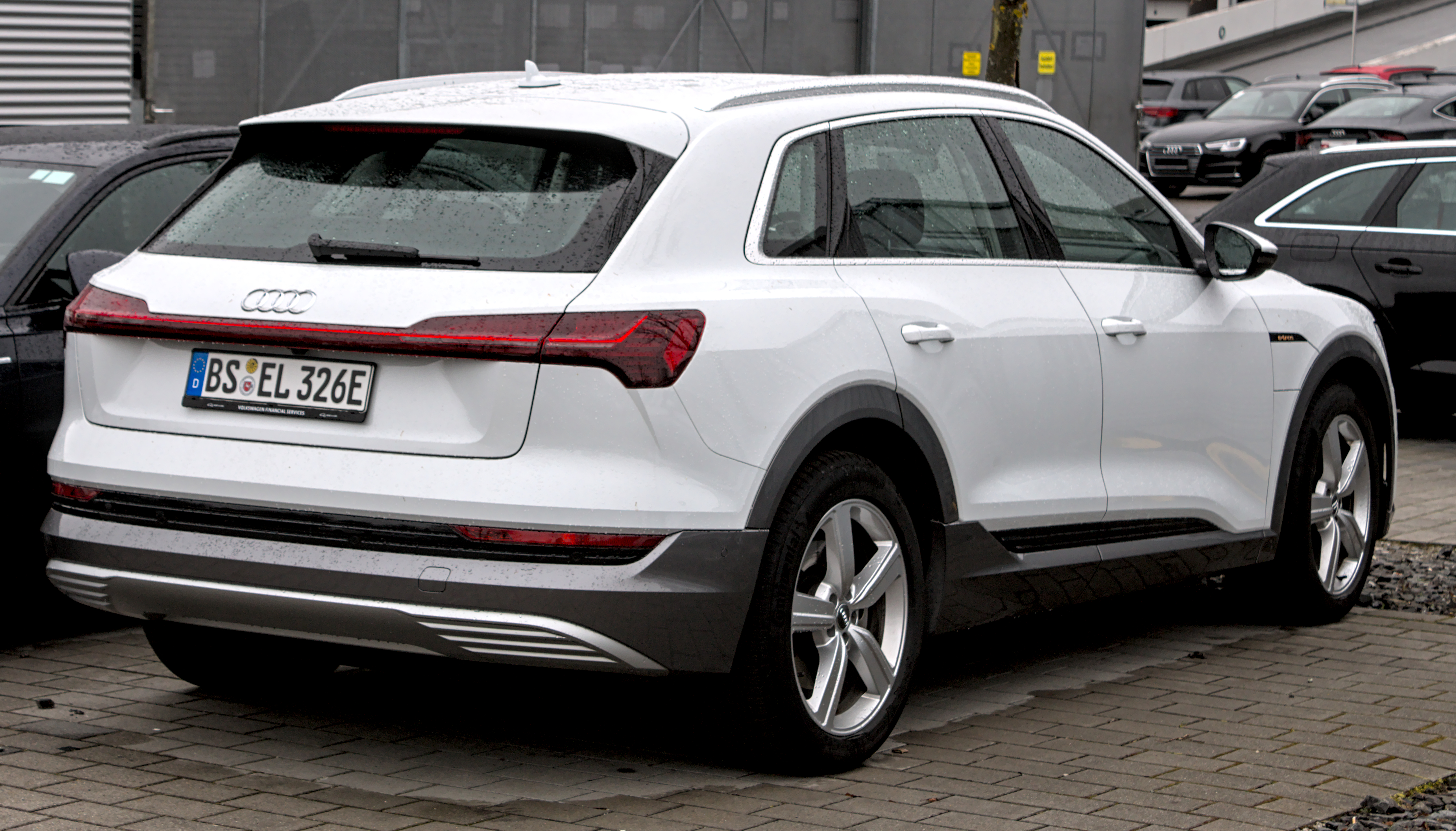
Vista lateral-trasera

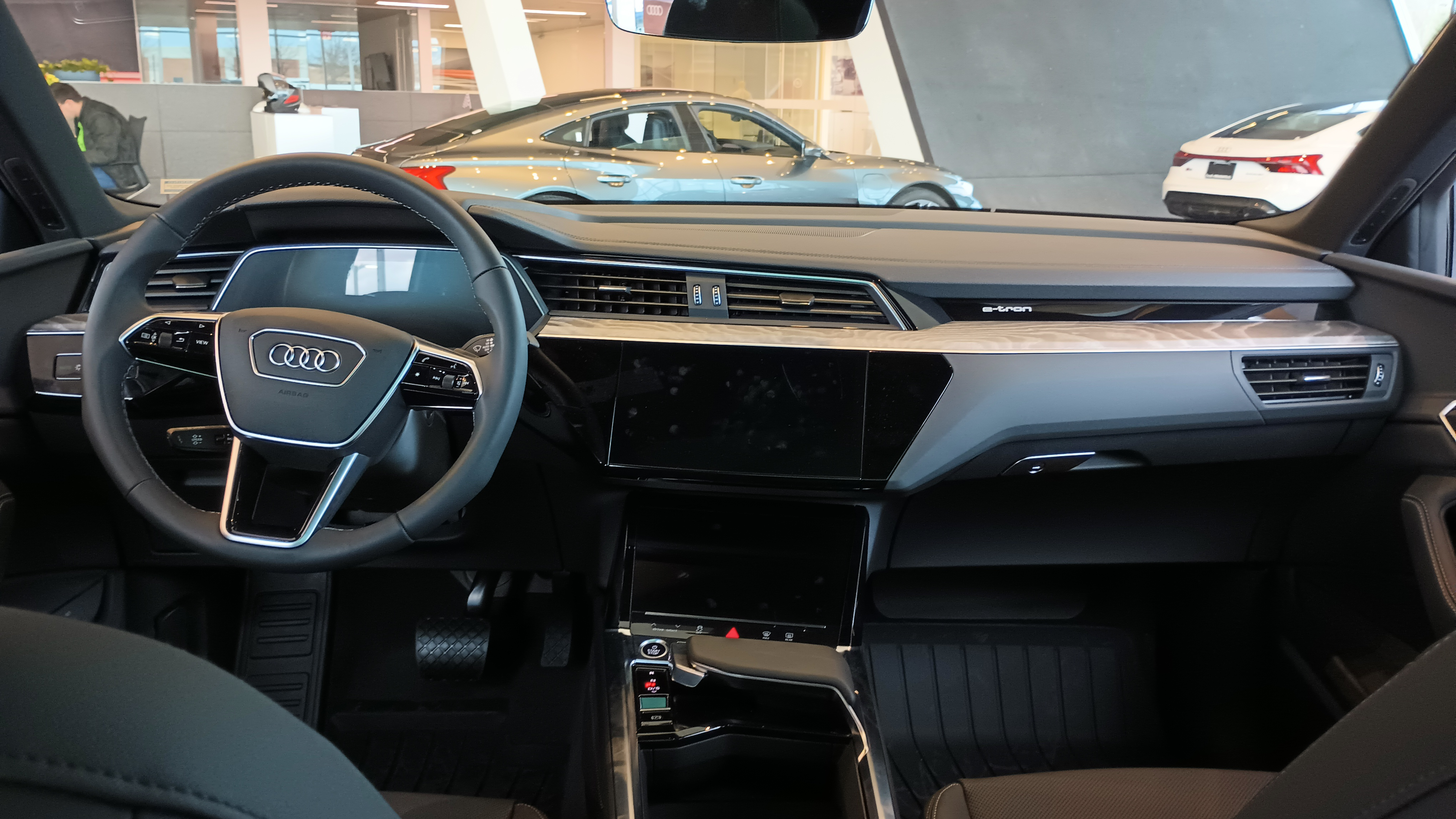
Interior de un modelo 2023

### Motor
Se ofrece con tres motorizaciones: el "e-tron 50" tiene dos motores que erogan en total de 230 kW (313 CV; 308 HP), una batería de 71 kWh (256 MJ), con una autonomía de 336 km (209 millas), según el ciclo WLTP. El "e-tron 55" tiene dos motores que erogan en total de 300 kW (408 CV; 402 HP), una batería de 95 kWh (342 MJ), con una autonomía de 436 km (271 millas), según el ciclo WLTP. El "e-tron S" tiene tres motores que erogan en total de 370 kW (503 CV; 496 HP), una batería de 95 kWh (342 MJ), con una autonomía de 368 km (229 millas), según el ciclo WLTP.
A velocidades constantes, usa únicamente el motor trasero para obtener una mayor eficiencia.

### Diseño
Es el primer vehículo de producción en serie que permite incorporar los Audi virtual mirrors, unos retrovisores con cámaras en vez de los clásicos espejos, que ofrecen, a través de dos pantallas táctiles de diodo orgánico de emisión de luz de 7 pulgadas (17,8 cm) instaladas en el interior del vehículo, una visión más precisa y segura del entorno mejorando la aerodinámica. Sin embargo, algunos mercados no permiten actualmente la venta de coches sin espejos retrovisores convencionales, por la legislación vigente sobre las condiciones de homologación. Puede adaptarse a diferentes situaciones al volante ofreciendo tres vistas: manejo en carretera, giros y estacionamiento.
El coeficiente aerodinámico es de 0.28 o 0.27 con Virtual Mirrors.
Es el primer modelo de Audi que no incluye ningún elemento cromado debido a que, según el equipo de diseño, esto es porque «se quería romper con el pasado y mirar hacia el futuro». El logotipo delantero es de aluminio pulido.

### Seguridad
Puede disponer de varios sistemas de seguridad y asistencia de manejo que funcionan gracias a un equipo formado por cinco sensores de radar, seis cámaras, doce sensores de ultrasonidos y un escáner láser. Cuenta con sistemas de asistencia como el Asistente de manejo adaptativo, un asistente de frenado en cruces, una alerta por cambio involuntario de carril, otra de tráfico cruzado al circular en reversa, un detector de vehículos en el ángulo muerto o un sistema de estacionamiento semiautomático.

### Tecnología
Incorpora el sistema MMI Navegación plus, que incluye de serie LTE Advanced y punto de acceso Wifi.
Los grupos ópticos de serie son led y en opción los faros Digital Matrix.
Incorpora tres pantallas digitales: la de los instrumentos, la central encastrada en el panel de instrumentos y la de debajo de esta última para los sistemas de ventilación. Son táctiles con reconocimiento gestual y ambas situadas por debajo de la línea visual de la carretera.

### Cajuela
Tiene una capacidad de 525 L (18,5 pies cúbicos) hasta la bandeja, 600 L (21,2 pies cúbicos) si se retira una bandeja en el suelo y 1725 L (60,9 pies cúbicos) con los asientos traseros abatidos. En la parte delantera cuenta con otro pequeño compartimiento de 60 L (2,1 pies cúbicos) de capacidad.

### Frenos
Incorpora un nuevo sistema de frenado electrohidráulico integrado (brake-by-wire), el cual se activa mediante una bomba electrohidráulica sin conexión directa entre el pedal y el circuito hidráulico. Esta bomba genera la presión el doble de rápido en 150 milisegundos, lo que permite que las pastillas estén más alejadas de los discos, por lo tanto, hay menos pérdidas por rozamiento y reduce la distancia de frenado hasta un 20%. Además, pesa 6 kg (13 libras), un 30% menos que una convencional.
Dispone de tres niveles de recuperación de energía que se pueden seleccionar mediante unas levas en el volante. La frenada regenerativa puede alcanzar una desaceleración de hasta 0.3 g, 300 N·m (221 lb·pie) de par máximo y una potencia de 220 kW (299 CV; 295 HP).
Dispone del manejo con un pedal.

### Recarga
El cargador de a bordo tiene una potencia de 11 kW (15 CV) y, opcionalmente, también de 22 kW (30 CV).
Dispone de un conector SAE sistema de Carga Combinado Level 3 DC que le permite cargar usando un cargador rápido DC de hasta 150 kW (204 CV; 201 HP). Esto le permite una carga del 80% en poco más de 30 minutos.

### Suspensión
La suspensión de serie tiene muelles neumáticos y amortiguadores de dureza variable. La altura libre en el modo normal es de 172 mm (6,8 pulgadas), que puede aumentarse hasta 222 mm (8,7 pulgadas) o rebajarse a 146 mm (5,7 pulgadas). Las ruedas de serie son de 19 pulgadas (48,3 cm) de diámetro con neumáticos de medidas 255/55. Opcionalmente también hay de hasta 22 pulgadas (55,9 cm).[cita requerida]